# Maszewo Małe
Maszewo Małe – część miasta Płocka, położona na północno-zachodnich obrzeżach miasta. Rozpościera się w okolicy ul. Maszewskiej. 

## Historia
Dawna wieś Maszewo Małe należała w latach 1867–1931 do gminy Brwilno, a w latach 1931–1954 do gminy Biała w powiecie płockim. W Królestwie Polskim przynależała do guberni warszawskiej, a w okresie międzywojennym do woj. warszawskiego. Tam, 20 października 1933 utworzyła gromadę Maszewo Małe w granicach gminy Biała, składającą się z samego Maszewa Małego.
Podczas II wojny światowej włączona do III Rzeszy. Po wojnie ponownie w Polsce. W związku z reorganizacją administracji wiejskiej (zniesienie gmin) jesienią Maszewo Małe weszło w skład nowo utworzonej gromady Maszewo Duże w powiecie płockim. 
31 grudnia 1961 Maszewo Małe wyłączono z gromady Maszewo Duże (którą równocześnie zniesiono), włączając je do Płocka